# Slalom géant femmes des championnats du monde de ski alpin 2023
Navigation
Cortina d'Ampezzo 2021 Saalbach 2025
Le Slalom géant femmes des Championnats du monde de ski alpin 2023 se déroule le 16 février 2023  à Méribel en France. Mikaela Shiffrin remporte le seul titre qui manquait encore à son palmarès, 38 ans après Diann Roffe, la dernière américaine championne du monde de la discipline. Il s'agit de sa septième médaille d'or et de la treizième en tout aux Mondiaux. Comme à chaque fois lors de cet hiver record, Shiffrin réalise le meilleur temps de la première manche, « referme le portillon » et l'emporte, cette fois pour 12/100e de seconde devant Federica Brignone et 22/100e sur Ragnhild Mowinckel, la plus rapide du trio de tête en deuxième manche. Tessa Worley, deuxième temps de la première manche et en course pour la victoire avec 11/100e d'avance sur Brignone au dernier intermédiaire sur le deuxième tracé, commet une faute d'intérieur et chute à une dizaine de portes du but.

## Médaillés
| Or               | Argent            | Bronze             |
| Mikaela Shiffrin | Federica Brignone | Ragnhild Mowinckel |

## Résultats
La première manche se déroule à partir de 9 h 45, la deuxième manche à partir de 13 h 30
| Rang               | Dossard                     | Nom                     | Pays             | Manche 1            | Rang                | Manche 2                | Rang                    | Total                   | Diff                    |
| ------------------ | --------------------------- | ----------------------- | ---------------- | ------------------- | ------------------- | ----------------------- | ----------------------- | ----------------------- | ----------------------- |
| Médaille d'or      | 3                           | Mikaela Shiffrin        | États-Unis       | 1 min 02 s 54       | 1                   | 1 min 04 s 59           | 12                      | 2 min 07 s 13           |                         |
| Médaille d'argent  | 7                           | Federica Brignone       | Italie           | 1 min 02 s 85       | 3                   | 1 min 04 s 40           | 9                       | 2 min 07 s 25           | + 0 s 12                |
| Médaille de bronze | 14                          | Ragnhild Mowinckel      | Norvège          | 1 min 03 s 25       | 5                   | 1 min 04 s 10           | 5                       | 2 min 07 s 35           | + 0 s 22                |
| 4                  | 5                           | Lara Gut-Behrami        | Suisse           | 1 min 03 s 18       | 4                   | 1 min 04 s 26           | 6                       | 2 min 07 s 44           | + 0 s 31                |
| 5                  | 6                           | Marta Bassino           | Italie           | 1 min 04 s 00       | 13                  | 1 min 03 s 93           | 3                       | 2 min 07 s 93           | + 0 s 80                |
| 6                  | 20                          | Mina Fürst Holtmann     | Norvège          | 1 min 03 s 36       | 6                   | 1 min 04 s 69           | 17                      | 2 min 08 s 05           | + 0 s 92                |
| 7                  | 4                           | Petra Vlhová            | Slovaquie        | 1 min 03 s 54       | 9                   | 1 min 04 s 52           | 10                      | 2 min 08 s 06           | + 0 s 93                |
| 8                  | 12                          | Thea Louise Stjernesund | Norvège          | 1 min 04 s 04       | 14                  | 1 min 04 s 35           | 8                       | 2 min 08 s 39           | + 1 s 26                |
| 9                  | 9                           | Coralie Frasse Sombet   | France           | 1 min 03 s 78       | 10                  | 1 min 04 s 67           | 16                      | 2 min 08 s 45           | + 1 s 32                |
| 10                 | 8                           | Maryna Gąsienica-Daniel | Pologne          | 1 min 03 s 53       | 8                   | 1 min 04 s 99           | 19                      | 2 min 08 s 52           | + 1 s 39                |
| 11                 | 25                          | Nina O'Brien            | États-Unis       | 1 min 04 s 70       | 21                  | 1 min 03 s 86           | 2                       | 2 min 08 s 56           | + 1 s 43                |
| 12                 | 22                          | Franziska Gritsch       | Autriche         | 1 min 04 s 18       | 15                  | 1 min 04 s 65           | 15                      | 2 min 08 s 83           | + 1 s 70                |
| 13                 | 2                           | Sara Hector             | Suède            | 1 min 03 s 50       | 7                   | 1 min 05 s 43           | 24                      | 2 min 08 s 93           | + 1 s 80                |
| 14                 | 24                          | Camille Rast            | Suisse           | 1 min 03 s 95       | 12                  | 1 min 05 s 17           | 22                      | 2 min 09 s 12           | + 1 s 99                |
| 15                 | 15                          | Alice Robinson          | Nouvelle-Zélande | 1 min 05 s 46       | 28                  | 1 min 03 s 85           | 1                       | 2 min 09 s 31           | + 2 s 18                |
| 16                 | 30                          | Clara Direz             | France           | 1 min 04 s 76       | 23                  | 1 min 04 s 62           | 14                      | 2 min 09 s 38           | + 2 s 25                |
| 17                 | 36                          | Zrinka Ljutić           | Croatie          | 1 min 04 s 86       | 24                  | 1 min 04 s 54           | 11                      | 2 min 09 s 40           | + 2 s 27                |
| 18                 | 18                          | Wendy Holdener          | Suisse           | 1 min 04 s 18       | 15                  | 1 min 05 s 27           | 23                      | 2 min 09 s 45           | + 2 s 32                |
| 19                 | 23                          | Maria Therese Tviberg   | Norvège          | 1 min 05 s 09       | 25                  | 1 min 04 s 61           | 13                      | 2 min 09 s 70           | + 2 s 57                |
| 20                 | 10                          | Valérie Grenier         | Canada           | 1 min 05 s 70       | 30                  | 1 min 04 s 01           | 4                       | 2 min 09 s 71           | + 2 s 58                |
| 21                 | 32                          | Britt Richardson        | Canada           | 1 min 04 s 72       | 22                  | 1 min 05 s 05           | 20                      | 2 min 09 s 77           | + 2 s 64                |
| 22                 | 28                          | Asja Zenere             | Italie           | 1 min 04 s 69       | 20                  | 1 min 05 s 10           | 21                      | 2 min 09 s 79           | + 2 s 66                |
| 23                 | 41                          | Katie Hensien           | États-Unis       | 1 min 05 s 62       | 29                  | 1 min 04 s 31           | 7                       | 2 min 09 s 93           | + 2 s 80                |
| 24                 | 19                          | Katharina Liensberger   | Autriche         | 1 min 05 s 22       | 26                  | 1 min 04 s 88           | 18                      | 2 min 10 s 10           | + 2 s 97                |
| 25                 | 11                          | Ana Bucik               | Slovénie         | 1 min 03 s 93       | 11                  | 1 min 06 s 23           | 28                      | 2 min 10 s 16           | + 3 s 03                |
| 26                 | 27                          | Estelle Alphand         | Suède            | 1 min 04 s 39       | 17                  | 1 min 05 s 86           | 27                      | 2 min 10 s 25           | + 3 s 12                |
| 27                 | 29                          | Neja Dvornik            | Slovénie         | 1 min 04 s 66       | 19                  | 1 min 05 s 72           | 26                      | 2 min 10 s 38           | + 3 s 25                |
| 28                 | 17                          | Michelle Gisin          | Suisse           | 1 min 05 s 43       | 27                  | 1 min 05 s 47           | 25                      | 2 min 10 s 90           | + 3 s 77                |
| 29                 | 43                          | Adriana Jelinkova       | Tchéquie         | 1 min 05 s 80       | 33                  | 1 min 06 s 33           | 29                      | 2 min 12 s 13           | + 5 s 00                |
| 30                 | 42                          | Erika Pykäläinen        | Finlande         | 1 min 06 s 17       | 35                  | 1 min 06 s 99           | 30                      | 2 min 13 s 16           | + 6 s 03                |
| 31                 | 39                          | Emma Aicher             | Allemagne        | 1 min 05 s 75       | 32                  | 1 min 07 s 46           | 31                      | 2 min 13 s 21           | + 6 s 08                |
| 32                 | 49                          | Rebeka Jančová          | Slovaquie        | 1 min 06 s 32       | 38                  | 1 min 07 s 57           | 32                      | 2 min 13 s 89           | + 6 s 76                |
| 33                 | 50                          | Kim Vanreusel           | Belgique         | 1 min 07 s 10       | 39                  | 1 min 08 s 06           | 33                      | 2 min 15 s 16           | + 8 s 03                |
| 34                 | 51                          | Kiara Derks             | Pays-Bas         | 1 min 07 s 55       | 41                  | 1 min 08 s 37           | 34                      | 2 min 15 s 92           | + 8 s 79                |
| 35                 | 38                          | Luisa Bertani           | Bulgarie         | 1 min 07 s 32       | 40                  | 1 min 08 s 96           | 35                      | 2 min 16 s 28           | + 9 s 15                |
| 36                 | 48                          | Anastasiya Shepilenko   | Ukraine          | 1 min 07 s 83       | 42                  | 1 min 09 s 29           | 36                      | 2 min 17 s 12           | + 9 s 99                |
| 37                 | 53                          | Gwyneth ten Raa         | Luxembourg       | 1 min 07 s 97       | 43                  | 1 min 09 s 53           | 37                      | 2 min 17 s 50           | + 10 s 37               |
| 38                 | 52                          | Petra Hromcová          | Slovaquie        | 1 min 09 s 85       | 44                  | 1 min 10 s 27           | 39                      | 2 min 20 s 12           | + 12 s 99               |
| 39                 | 58                          | Mialitiana Clerc        | Madagascar       | 1 min 10 s 67       | 45                  | 1 min 10 s 94           | 40                      | 2 min 21 s 61           | + 14 s 48               |
| 40                 | 56                          | Zita Tóth               | Hongrie          | 1 min 11 s 69       | 49                  | 1 min 10 s 04           | 38                      | 2 min 21 s 73           | + 14 s 60               |
| 41                 | 67                          | Mida Fah Jaiman         | Thaïlande        | 1 min 10 s 81       | 46                  | 1 min 12 s 58           | 41                      | 2 min 23 s 39           | + 16 s 26               |
| 42                 | 59                          | Julia Zlatkova          | Bulgarie         | 1 min 12 s 65       | 52                  | 1 min 13 s 13           | 42                      | 2 min 25 s 78           | + 18 s 65               |
| 43                 | 63                          | Szonja Hozmann          | Hongrie          | 1 min 11 s 47       | 47                  | 1 min 14 s 84           | 45                      | 2 min 26 s 31           | + 19 s 18               |
| 44                 | 70                          | Maria Constantin        | Roumanie         | 1 min 12 s 78       | 53                  | 1 min 14 s 09           | 43                      | 2 min 26 s 87           | + 19 s 74               |
| 45                 | 71                          | Maria-Eleni Tsiovolou   | Grèce            | 1 min 13 s 23       | 54                  | 1 min 15 s 13           | 46                      | 2 min 28 s 36           | + 21 s 23               |
| 46                 | 57                          | Ida Sofie Bunsov Brøns  | Danemark         | 1 min 13 s 72       | 55                  | 1 min 14 s 78           | 44                      | 2 min 28 s 50           | + 21 s 37               |
| 47                 | 64                          | Diana Andreea Renţea    | Roumanie         | 1 min 14 s 18       | 56                  | 1 min 15 s 66           | 47                      | 2 min 29 s 84           | + 22 s 71               |
| 48                 | 73                          | Brigitta Junia          | Hongrie          | 1 min 14 s 98       | 58                  | 1 min 16 s 20           | 49                      | 2 min 31 s 18           | + 24 s 05               |
| 49                 | 74                          | Hanna Majtényi          | Hongrie          | 1 min 15 s 30       | 59                  | 1 min 16 s 19           | 48                      | 2 min 31 s 49           | + 24 s 46               |
| 50                 | 82                          | Ioana Corlățeanu        | Roumanie         | 1 min 15 s 97       | 60                  | 1 min 17 s 95           | 50                      | 2 min 33 s 92           | + 26 s 79               |
| 51                 | 75                          | Joyce ten Raa           | Luxembourg       | 1 min 14 s 34       | 57                  | 1 min 24 s 61           | 51                      | 2 min 38 s 95           | + 31 s 82               |
|                    | 1                           | Tessa Worley            | France           | 1 min 02 s 66       | 2                   | Abandon 2ème manche     | Abandon 2ème manche     | Abandon 2ème manche     | Abandon 2ème manche     |
| 26                 | Julia Scheib                | Autriche                | 1 min 04 s 56    | 18                  |                     | Abandon 2ème manche     | Abandon 2ème manche     | Abandon 2ème manche     | Abandon 2ème manche     |
| 46                 | Romane Miradoli             | France                  | 1 min 05 s 73    | 31                  |                     | Abandon 2ème manche     | Abandon 2ème manche     | Abandon 2ème manche     | Abandon 2ème manche     |
| 34                 | Alex Tilley                 | Grande-Bretagne         | 1 min 06 s 16    | 34                  |                     | Abandon 2ème manche     | Abandon 2ème manche     | Abandon 2ème manche     | Abandon 2ème manche     |
| 45                 | Beatrice Sola               | Italie                  | 1 min 06 s 29    | 37                  |                     | Abandon 2ème manche     | Abandon 2ème manche     | Abandon 2ème manche     | Abandon 2ème manche     |
| 62                 | Ania Monica Caill           | Roumanie                | 1 min 11 s 49    | 48                  |                     | Abandon 2ème manche     | Abandon 2ème manche     | Abandon 2ème manche     | Abandon 2ème manche     |
| 60                 | Yuliia Makovetska           | Ukraine                 | 1 min 11 s 99    | 51                  |                     | Abandon 2ème manche     | Abandon 2ème manche     | Abandon 2ème manche     | Abandon 2ème manche     |
|                    | 40                          | Magdalena Łuczak        | Pologne          | 1 min 06 s 20       | 36                  | n'on pas pris le départ | n'on pas pris le départ | n'on pas pris le départ | n'on pas pris le départ |
| 54                 | Nino Tsiklauri              | Géorgie                 | 1 min 11 s 89    | 50                  |                     | n'on pas pris le départ | n'on pas pris le départ | n'on pas pris le départ | n'on pas pris le départ |
|                    | 85                          | Frīda Saļņikova         | Lettonie         | 1 min 15 s 99       | 61                  | non qualifIées          | non qualifIées          | non qualifIées          | non qualifIées          |
| 76                 | Samanta Līcīte              | Lettonie                | 1 min 16 s 49    | 62                  |                     | non qualifIées          | non qualifIées          | non qualifIées          | non qualifIées          |
| 65                 | Manon Ouiass                | Liban                   | 1 min 16 s 92    | 63                  |                     | non qualifIées          | non qualifIées          | non qualifIées          | non qualifIées          |
| 61                 | Tess Arbez                  | Irlande                 | 1 min 17 s 08    | 64                  |                     | non qualifIées          | non qualifIées          | non qualifIées          | non qualifIées          |
| 93                 | Élise Pellegrin             | Malte                   | 1 min 17 s 25    | 65                  |                     | non qualifIées          | non qualifIées          | non qualifIées          | non qualifIées          |
| 94                 | Maria Nikoleta Kaltsogianni | Grèce                   | 1 min 18 s 00    | 66                  |                     | non qualifIées          | non qualifIées          | non qualifIées          | non qualifIées          |
| 79                 | Maja Tadić                  | Bosnie-Herzégovine      | 1 min 18 s 34    | 67                  |                     | non qualifIées          | non qualifIées          | non qualifIées          | non qualifIées          |
| 109                | Carlie Maria Iskandar       | Liban                   | 1 min 19 s 30    | 68                  |                     | non qualifIées          | non qualifIées          | non qualifIées          | non qualifIées          |
| 78                 | Ariana Haben Ribeiro        | Portugal                | 1 min 20 s 46    | 69                  |                     | non qualifIées          | non qualifIées          | non qualifIées          | non qualifIées          |
| 84                 | Nikolina Dragoljević        | Bosnie-Herzégovine      | 1 min 21 s 11    | 70                  |                     | non qualifIées          | non qualifIées          | non qualifIées          | non qualifIées          |
| 80                 | Kiana Kryeziu               | Kosovo                  | 1 min 21 s 61    | 71                  |                     | non qualifIées          | non qualifIées          | non qualifIées          | non qualifIées          |
| 88                 | Lee Wen-yi                  | Taipei chinois          | 1 min 21 s 83    | 72                  |                     | non qualifIées          | non qualifIées          | non qualifIées          | non qualifIées          |
| 103                | Ester Bako                  | Albanie                 | 1 min 23 s 10    | 73                  |                     | non qualifIées          | non qualifIées          | non qualifIées          | non qualifIées          |
| 87                 | Ma Yongqi                   | Chine                   | 1 min 23 s 38    | 74                  |                     | non qualifIées          | non qualifIées          | non qualifIées          | non qualifIées          |
| 101                | Pan Yu                      | Chine                   | 1 min 26 s 00    | 75                  |                     | non qualifIées          | non qualifIées          | non qualifIées          | non qualifIées          |
| 92                 | Christina Tzimpa            | Grèce                   | 1 min 26 s 05    | 76                  |                     | non qualifIées          | non qualifIées          | non qualifIées          | non qualifIées          |
| 112                | Olga Paliutkina             | Kirghizistan            | 1 min 26 s 20    | 77                  |                     | non qualifIées          | non qualifIées          | non qualifIées          | non qualifIées          |
| 100                | Teodora Filipović           | Bosnie-Herzégovine      | 1 min 26 s 41    | 78                  |                     | non qualifIées          | non qualifIées          | non qualifIées          | non qualifIées          |
| 97                 | Maryan Kiashemshaki         | Iran                    | 1 min 26 s 75    | 79                  |                     | non qualifIées          | non qualifIées          | non qualifIées          | non qualifIées          |
| 90                 | Sadaf Saveh Shemshaki       | Iran                    | 1 min 27 s 01    | 80                  |                     | non qualifIées          | non qualifIées          | non qualifIées          | non qualifIées          |
| 107                | Sara Zeidan                 | Liban                   | 1 min 27 s 02    | 81                  |                     | non qualifIées          | non qualifIées          | non qualifIées          | non qualifIées          |
| 96                 | Marjan Kalhor               | Iran                    | 1 min 28 s 93    | 82                  |                     | non qualifIées          | non qualifIées          | non qualifIées          | non qualifIées          |
| 108                | Rano Imonkulova             | Ouzbékistan             | 1 min 29 s 24    | 83                  |                     | non qualifIées          | non qualifIées          | non qualifIées          | non qualifIées          |
| 111                | Chloe Cornu-Wong            | Hong Kong               | 1 min 29 s 75    | 84                  |                     | non qualifIées          | non qualifIées          | non qualifIées          | non qualifIées          |
| 105                | Zahra Alizadeh Saveh        | Iran                    | 1 min 30 s 26    | 85                  |                     | non qualifIées          | non qualifIées          | non qualifIées          | non qualifIées          |
| 104                | Enxhi Sefaj                 | Kosovo                  | 1 min 32 s 00    | 86                  |                     | non qualifIées          | non qualifIées          | non qualifIées          | non qualifIées          |
| 102                | Thaleia Armeni              | Chypre                  | 1 min 32 s 04    | 87                  |                     | non qualifIées          | non qualifIées          | non qualifIées          | non qualifIées          |
| 110                | Chiara di Camillo           | Albanie                 | 1 min 33 s 70    | 88                  |                     | non qualifIées          | non qualifIées          | non qualifIées          | non qualifIées          |
| 95                 | Arba Pupovci                | Kosovo                  | 1 min 33 s 76    | 89                  |                     | non qualifIées          | non qualifIées          | non qualifIées          | non qualifIées          |
| 106                | Nicole Samaha               | Liban                   | 1 min 33 s 82    | 90                  |                     | non qualifIées          | non qualifIées          | non qualifIées          | non qualifIées          |
| 91                 | Aanchal Thakur              | Inde                    | 1 min 34 s 25    | 91                  |                     | non qualifIées          | non qualifIées          | non qualifIées          | non qualifIées          |
| 114                | Sandhya Sandhya             | Inde                    | 1 min 45 s 23    | 92                  |                     | non qualifIées          | non qualifIées          | non qualifIées          | non qualifIées          |
| 113                | Celine Marti                | Haïti                   | 2 min 01 s 50    | 93                  |                     | non qualifIées          | non qualifIées          | non qualifIées          | non qualifIées          |
|                    | 13                          | Ricarda Haaser          | Autriche         | Abandon 1ère manche | Abandon 1ère manche | Abandon 1ère manche     | Abandon 1ère manche     | Abandon 1ère manche     | Abandon 1ère manche     |
| 16                 | Paula Moltzan               | États-Unis              |                  | Abandon 1ère manche | Abandon 1ère manche | Abandon 1ère manche     | Abandon 1ère manche     | Abandon 1ère manche     | Abandon 1ère manche     |
| 21                 | Andrea Ellenberger          | Suisse                  |                  | Abandon 1ère manche | Abandon 1ère manche | Abandon 1ère manche     | Abandon 1ère manche     | Abandon 1ère manche     | Abandon 1ère manche     |
| 31                 | Kira Weidle                 | Allemagne               |                  | Abandon 1ère manche | Abandon 1ère manche | Abandon 1ère manche     | Abandon 1ère manche     | Abandon 1ère manche     | Abandon 1ère manche     |
| 33                 | Jessica Hilzinger           | Allemagne               |                  | Abandon 1ère manche | Abandon 1ère manche | Abandon 1ère manche     | Abandon 1ère manche     | Abandon 1ère manche     | Abandon 1ère manche     |
| 35                 | Hilma Lövblom               | Suède                   |                  | Abandon 1ère manche | Abandon 1ère manche | Abandon 1ère manche     | Abandon 1ère manche     | Abandon 1ère manche     | Abandon 1ère manche     |
| 37                 | Hanna Aronsson Elfman       | Suède                   |                  | Abandon 1ère manche | Abandon 1ère manche | Abandon 1ère manche     | Abandon 1ère manche     | Abandon 1ère manche     | Abandon 1ère manche     |
| 44                 | Noa Szőllős                 | Israël                  |                  | Abandon 1ère manche | Abandon 1ère manche | Abandon 1ère manche     | Abandon 1ère manche     | Abandon 1ère manche     | Abandon 1ère manche     |
| 47                 | Zuzanna Czapska             | Pologne                 |                  | Abandon 1ère manche | Abandon 1ère manche | Abandon 1ère manche     | Abandon 1ère manche     | Abandon 1ère manche     | Abandon 1ère manche     |
| 66                 | Jana Atanasovska            | Macédoine du Nord       |                  | Abandon 1ère manche | Abandon 1ère manche | Abandon 1ère manche     | Abandon 1ère manche     | Abandon 1ère manche     | Abandon 1ère manche     |
| 68                 | Katla Björg Dagbjartsdóttir | Islande                 |                  | Abandon 1ère manche | Abandon 1ère manche | Abandon 1ère manche     | Abandon 1ère manche     | Abandon 1ère manche     | Abandon 1ère manche     |
| 69                 | Kristiane Rør Madsen        | Danemark                |                  | Abandon 1ère manche | Abandon 1ère manche | Abandon 1ère manche     | Abandon 1ère manche     | Abandon 1ère manche     | Abandon 1ère manche     |
| 72                 | Liene Bondare               | Lettonie                |                  | Abandon 1ère manche | Abandon 1ère manche | Abandon 1ère manche     | Abandon 1ère manche     | Abandon 1ère manche     | Abandon 1ère manche     |
| 77                 | Ornella Oettl Reyes         | Pérou                   |                  | Abandon 1ère manche | Abandon 1ère manche | Abandon 1ère manche     | Abandon 1ère manche     | Abandon 1ère manche     | Abandon 1ère manche     |
| 81                 | Luo Mingxiu                 | Chine                   |                  | Abandon 1ère manche | Abandon 1ère manche | Abandon 1ère manche     | Abandon 1ère manche     | Abandon 1ère manche     | Abandon 1ère manche     |
| 83                 | Iva Nikolić                 | Serbie                  |                  | Abandon 1ère manche | Abandon 1ère manche | Abandon 1ère manche     | Abandon 1ère manche     | Abandon 1ère manche     | Abandon 1ère manche     |
| 86                 | Zhang Dingyue               | Chine                   |                  | Abandon 1ère manche | Abandon 1ère manche | Abandon 1ère manche     | Abandon 1ère manche     | Abandon 1ère manche     | Abandon 1ère manche     |
| 89                 | Rafailia Palantza           | Grèce                   |                  | Abandon 1ère manche | Abandon 1ère manche | Abandon 1ère manche     | Abandon 1ère manche     | Abandon 1ère manche     | Abandon 1ère manche     |
| 98                 | Albina Ivanova              | Kirghizistan            |                  | Abandon 1ère manche | Abandon 1ère manche | Abandon 1ère manche     | Abandon 1ère manche     | Abandon 1ère manche     | Abandon 1ère manche     |
| 99                 | Valeriya Kovaleva           | Ouzbékistan             |                  | Abandon 1ère manche | Abandon 1ère manche | Abandon 1ère manche     | Abandon 1ère manche     | Abandon 1ère manche     | Abandon 1ère manche     |
|                    | 55                          | Sarah Schleper          | Mexique          | Disqualifiée        | Disqualifiée        | Disqualifiée            | Disqualifiée            | Disqualifiée            | Disqualifiée            |